# Wasserbehälter Hackenberg

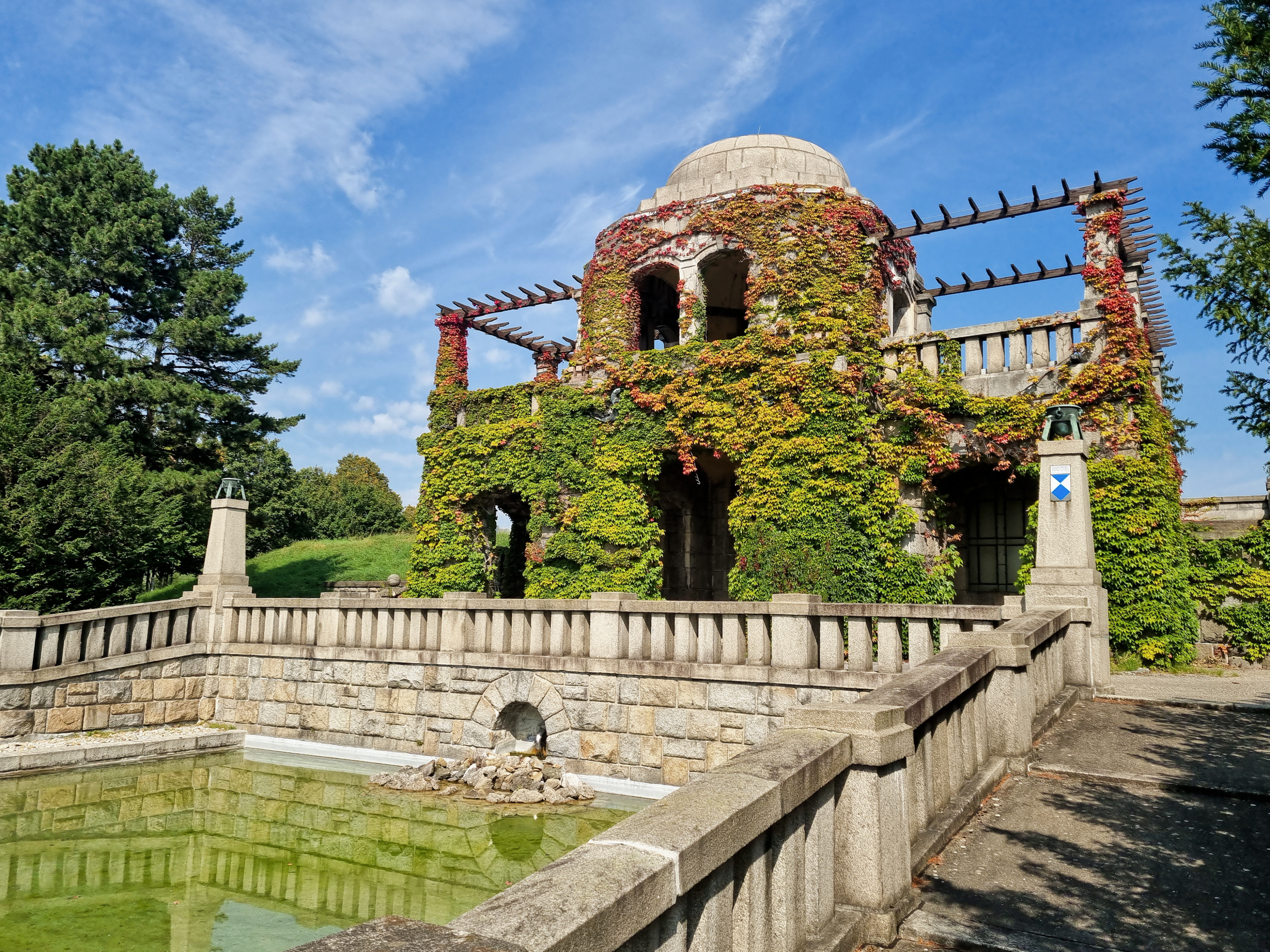
Behälter Hackenberg – Vorderansicht

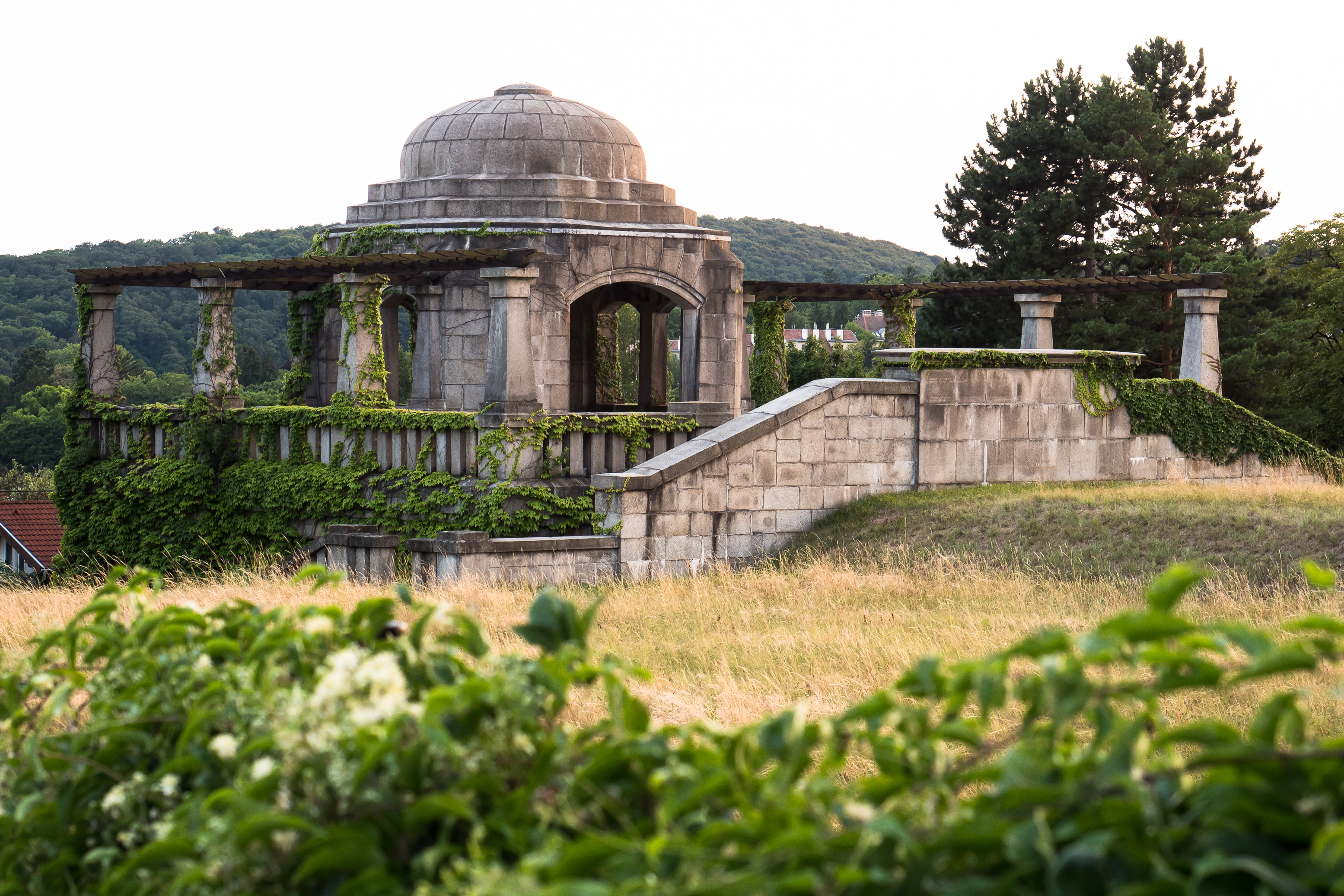
Behälter Hackenberg – Rückansicht

Der Wasserbehälter Hackenberg, auch Wasserschloss Hackenberg, ist ein Behälter im Netz der Wiener Wasserversorgung. Er gehört zu den wenigen Wasserbehältern der Stadt, die über ein Pumpwerk (Druckwerk Krottenbachstraße) mit Hochquellwasser versorgt werden müssen.
Der Wasserbehälter Hackenberg mit einem Fassungsvermögen von ungefähr 11.600 Kubikmetern wurde zwischen dem 19. Oktober 1908 und Ende Oktober 1910 im Zuge der Errichtung der II. Wiener Hochquellenwasserleitung in rund 295 Metern Seehöhe auf dem Hackenberg (Hackenbergweg) errichtet.
Um die Anlieferung der Baustoffe zu erleichtern, wurde zwischen der Baustelle auf dem Hackenberg und der Krottenbachstraße ein zweigleisiger Schrägaufzug errichtet, der mit einer Geschwindigkeit von 0,5 Metern pro Sekunde eine Höhendifferenz von 61 Metern zu überwinden hatte. Als Antrieb diente ein Lokomobil mit einer Leistung von 10 PS. Zusätzlich trieb dieses Lokomobil einen Dynamo mit 3 PS an, der den Strom für eine Pumpe lieferte, um das für den Bau notwendige Wasser auf den Berg zu fördern. Für den Materialtransport innerhalb der Baugrube wurden ebenfalls Feldbahngleise verlegt, die Güterloren wurden auf den kurzen Strecken entweder mit Pferden gezogen oder häufiger mit menschlicher Muskelkraft bewegt.
Die Pläne für die Schieberkammer, den äußerlich sichtbaren Teil des wahrscheinlich schönsten Wasserreservoirs der Stadt, wurden vom Architekten Eduard Bodenseher senior des Wiener Stadtbauamts ausgearbeitet. Die Baufirma Rella & Co unter der Leitung des Architekten Rudolf Nemetschke übernahm die Planung und Errichtung des mit Erde überschütteten Behälterteils, der als Doppelkammerbehälter in Stampfbetonbauweise mit 14 × 8 Jochen ausgeführt wurde. Das Schieberkammergebäude wurde aus teilweise bossierten Granitquadern als neoromanisch-secessionistisches Bauwerk errichtet.
Hinter einem flachen rechteckigen Wasserbecken, das an drei Seiten von einer steinernen Brüstung umgeben ist, liegt etwas erhöht hinter einer dreibogigen Arkade der Zugang zur Schieberkammer. Das Flachdach der Schieberkammer ist als Terrasse ausgelegt und trägt mittig an der Vorderkante ein vierseitiges Belvedere mit abgeschrägten Ecken und einer flachen Steinkuppel. Die Öffnungen sind segmentbogenförmig mit Mittelpfosten ausgeführt. Die Aussichtsterrasse wird mit einer seitlichen, auf Steinpfeilern aufliegenden Pergola abgeschlossen.
Die Eröffnung der Zweiten Kaiser-Franz-Joseph-Hochquellenwasserleitung fand zwar am 2. Oktober 1910 im Wiener Rathaus in Gegenwart von Kaiser Franz Joseph I. statt, trotzdem zeigt das gezeichnete Titelbild der ‚Illustrierten Kronen-Zeitung’ vom Samstag, dem 3. Dezember, als Hintergrund des historischen Ereignisses unter anderem auch die charakteristische Silhouette des Behälters Hackenberg.
Im September und Oktober 2002 war der Wasserbehälter Hackenberg Drehort für Teile einer Folge der Fernsehreihe „Kommissar Rex“ mit Elke Winkens und Alexander Pschill.